# Just Dance (trò chơi điện tử)
Just Dance (hay Just Dance 1) là phiên bản đầu tiên của loạt video game Just Dance - một trò chơi nhịp điệu được phát triển bởi Ubisoft Milan và Ubisoft Paris và được phát hành bởi Ubisoft. Trò chơi được phát hành độc quyền cho Wii vào ngày 17 tháng 11 năm 2009 tại Bắc Mỹ, ngày 26 tháng 11 năm 2009 tại Úc và ngày 27 tháng 11 năm 2009 tại Châu Âu.
Dựa trên một minigame cho Rayman Raving Rabbids: TV Party, người chơi bắt chước các chuyển động của vũ công trên màn hình bằng cách sử dụng Wii Remote để ghi điểm cho những chuyển động đó.
Phiên bản đầu của Just Dance nhận được nhiều đánh giá tiêu cực. Nó bị chỉ trích vì lối chơi quá đơn giản, nhận diện chuyển động kém, thiếu sự tiến bộ và không có nhiều DLC thay vì những nội dung đã có sẵn trong đĩa game. Ngược lại, lối chơi đơn giản của Just Dance 1 được một số khác khen ngợi vì có thể tiếp cận được với đối tượng khán giả phổ thông, nhạc "vui nhộn" cùng với những điệu nhảy đơn giản, chúng dễ dàng khiến cho Just Dance biến bữa tiệc trở nên vui nhộn hơn. Just Dance 1 gặt hái được thành công lớn về thương mại, bán được hơn 4,3 triệu bản trên toàn thế giới. và gây dựng được thương hiệu cho riêng mình. Tính đến tháng 10 năm 2013, Just Dance đã bán được hơn 40 triệu đơn vị, biến nó trở thành thương hiệu lớn thứ hai của Ubisoft.

## Cách chơi

Gameplay của Just Dance

Sau khi chọn một bài hát, màn hình sẽ hiển thị một vũ công nhảy theo điệu nhạc và loạt hình mẫu chạy trên màn hình với những động tác nhất định. Khi cầm Wii Remote trên tay phải, người chơi làm theo những chuyển động của vũ công trên màn hình và nhận được số điểm dựa theo thang điểm về độ chính xác của từng chuyển động của họ so với vũ công, các cấp độ điểm từ thấp đến cao: X - Ok - Great. Một số bài hát sẽ có "Shake Moves" giúp thưởng thêm điểm, người chơi chỉ cần lắc Wii Remote để có thêm điểm thưởng, "Shake Moves" sau này được thay thế bởi "Gold Moves" từ Just Dance 2 trở về sau. Ngoài ra đây là phiên bản duy nhất không có hệ thống sao dùng để đánh giá sau mỗi lần nhảy 1 bài hát. Just Dance 1 có thể nhận tối đa bốn người chơi cùng một lúc.
Cùng với chế độ chính, ba chế độ khác được giới thiệu bao gồm; chế độ "Warm Up" đóng vai trò là chế độ luyện tập. Trong chế độ "Strike a Pose", người chơi được yêu cầu phải tạo dáng với một vũ công ngẫu nhiên trên màn hình (tương tự như Red light green light). Trong chế độ "Last One Standing", người chơi sẽ có bảy lượt, nếu mắc phải lỗi khi đang nhảy, một lượt sẽ bị mất và phải làm một chuỗi động tác đúng 5 lần để lấy lại.

## Phát triển

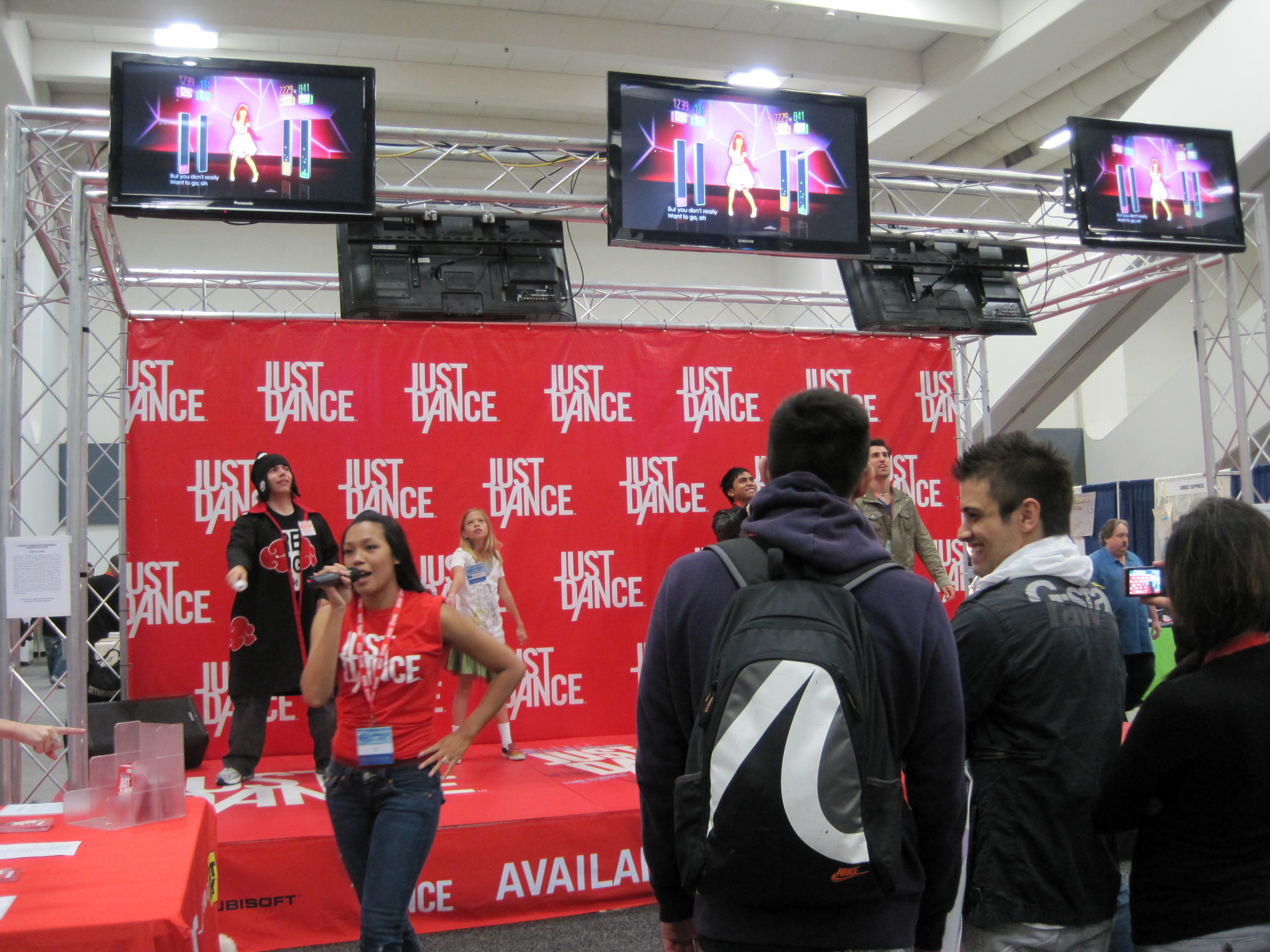
Just Dance tại WonderCon 2010.

Khái niệm Just Dance bắt nguồn từ một minigame được phát triển để đưa vào loạt trò chơi Rave Rabbids của Rayman. Giám đốc điều hành của Ubisoft - France Xavier Poix và nhóm của ông cảm thấy Wii Remote và Nunchuk sẽ là nền tảng tốt cho các trò chơi âm nhạc.Rayman Raving Rabbids 2  bao gồm 1 phần chơi âm nhạc nhỏ mà IGN đã so sánh với Guitar Hero—khi mà người chơi rung lắc Wii Remote hoặc Nunchuck để chơi như nhạc cụ. Còn Rayman Raving Rabbids: TV Party, trò chơi này được tinh chỉnh và phát triển lại thành 1 trò chơi độc lập.
Just Dance được phát triển bởi một nhóm nhỏ khoảng 20 người tại Ubisoft Paris và Ubisoft Milan, và chỉ được phát triển sáu tháng trước khi được phát hành chính thức. Poix giải thích rằng không giống như các trò chơi Raving Rabbids mà anh mô tả là "trò chơi của người chơi", Just Dance được thiết kế để cạnh tranh với các trò chơi cùng thể loại dựa trên kỹ năng với một chuỗi vũ đạo đơn giản nhằm đánh vào đối tượng khán giả phổ thông, khuyến khích họ "Rời khỏi chiếc ghế sofa và cùng nhau tận hưởng cuộc vui". Nhà sản xuất của Ubisoft, ông Emil Granger lưu ý rằng Just Dance được thiết kế để giúp người chơi vượt qua những cản trở và lo lắng về vũ đạo, giúp họ xây dựng được những động tác mà họ có thể thực hành trong "phạm vi an toàn". Emil nhớ lại rằng "mọi người đều nhớ khi họ tới một hộp đêm hoặc vũ trường hoặc một bữa tiệc ở trường, phải mất vài giờ trước khi ai đó đủ can đảm để đứng lên và nhảy". Hầu hết mọi người đều nhảy theo những động tác cơ bản hoặc lắc đầu theo điệu nhạc.
Giám đốc sáng tạo - Gregoire Spillmann lập luận rằng những trò chơi nhịp điệu có tại thời điểm đó chỉ hướng dẫn người chơi nhấn nút bằng chân, chứ không thực sự là nhảy. Nhận ra người chơi Dance Dance Revolution sử dụng lối chơi của họ làm cơ sở cho các điệu nhảy của riêng mình, Spiller ví Just Dance là một sự đảo ngược, trong đó bản thân điệu nhảy phải "phù hợp" với cách chơi và có thể được áp dụng được ngay cả bên ngoài game là tốt nhất. Nhóm đã tập trung vào việc xây dựng cơ chế của Just Dance chỉ trong phạm vi Wii Remote, tránh các phụ kiện chuyên dụng như đệm nhảy, băng tay hoặc chân, cũng như tệp đính kèm Nunchuk. Spillmann giải thích rằng các phụ kiện như vậy khá "vướng" và làm hạn chế chuyển động của người chơi, chẳng hạn, nhóm nghiên cứu cảm thấy rằng dây ngắn của Nunchuk làm giới hạn cách sử dụng dựa vào thói quen của người chơi và việc loại bỏ nó đi sẽ giúp trò chơi ít tập trung vào độ chính xác và hơn nữa, để người chơi cảm thấy như họ đang thật sự nhảy. Việc thiếu thiết bị ngoại vi chuyên dụng cũng mâu thuẫn với các trò chơi âm nhạc khác sử dụng bộ điều khiển ngày càng phức tạp và đắt tiền.
Trong khi Poix cảm thấy rằng nhóm của mình đã phát triển một trò chơi có khả năng thành công, thì các đồng nghiệp của anh tại Ubisoft Paris lại hoài nghi về sự thành công đó của Just Dance. Poix giải thích rằng "mọi người nghĩ rằng nó sẽ không bao giờ thành công, bởi vì mọi người sẽ không nhảy, hoặc nó không đủ chuyên nghiệp để mọi người thực sự học nhảy." Granger cảm thấy được sự hoài nghi này của nhóm phát triển đối với Just Dance do thị trường trò chơi quá bão hòa trên Wii, nhưng một số người vẫn tỏ ra lạc quan và lấy Dance Dance Revolution làm ví dụ để xây dựng niềm hy vọng.

## Danh sách các bài hát
Just Dance 1 bao gồm 33 bài hát:
| Tên bài hát                                         | Nghệ sĩ                                        | Độ khó | Độ tốn sức | Năm  |
| --------------------------------------------------- | ---------------------------------------------- | ------ | ---------- | ---- |
| "A Little Less Conversation (JXL Radio Edit Remix)" | Elvis Presley x JXL                            | 2      | 2          | 2002 |
| "Acceptable in the 80s"                             | Calvin Harris                                  | 3      | 3          | 2007 |
| "Bebe"                                              | Divine Brown                                   | 2      | 1          | 2008 |
| "Can't Get You Out of My Head"                      | Kylie Minogue                                  | 2      | 1          | 2001 |
| "Cotton Eye Joe"                                    | Rednex                                         | 1      | 3          | 1994 |
| "DARE"                                              | Gorillaz                                       | 2      | 1          | 2005 |
| "Eye of the Tiger"                                  | Survivor                                       | 1      | 3          | 1982 |
| "Fame"                                              | Irene Cara                                     | 1      | 3          | 1980 |
| "Funplex (CSS Remix)"                               | The B-52's                                     | 2      | 2          | 2008 |
| "Girls And Boys"                                    | Blur                                           | 2      | 2          | 1994 |
| "Girls Just Want to Have Fun"                       | Cyndi Lauper                                   | 1      | 2          | 1983 |
| "Groove Is in the Heart"                            | Deee-Lite                                      | 3      | 2          | 1990 |
| "Heart of Glass"                                    | Blondie                                        | 2      | 1          | 1978 |
| "Hot N Cold (Chick Version)"                        | Katy Perry                                     | 1      | 3          | 2008 |
| "I Get Around"                                      | The Beach Boys                                 | 2      | 1          | 1964 |
| "I Like to Move It (Radio Mix)"                     | Reel 2 Real và The Mad Stuntman                | 2      | 2          | 1993 |
| "Jerk It Out"                                       | Caesars                                        | 3      | 3          | 2002 |
| "Jin-Go-Lo-Ba"                                      | Fatboy Slim                                    | 3      | 2          | 2004 |
| "Kids in America"                                   | Kim Wilde                                      | 2      | 2          | 1981 |
| "Le Freak"                                          | Chic                                           | 2      | 1          | 1978 |
| "Louie Louie"                                       | Iggy Pop                                       | 1      | 3          | 1993 |
| "Lump"                                              | The Presidents of the United States of America | 1      | 3          | 1995 |
| "Mashed Potato Time"                                | Dee Dee Sharp                                  | 1      | 1          | 1962 |
| "Pump Up the Jam"                                   | Technotronic                                   | 2      | 3          | 1989 |
| "Ring My Bell"                                      | Anita Ward                                     | 2      | 1          | 1979 |
| "Step by Step"                                      | New Kids on the Block                          | 2      | 2          | 1990 |
| "Surfin' Bird"                                      | The Trashmen                                   | 1      | 3          | 1963 |
| "That's the Way (I Like It)"                        | KC and the Sunshine Band                       | 3      | 1          | 1975 |
| "U Can't Touch This"                                | MC Hammer                                      | 2      | 3          | 1990 |
| "Wannabe"                                           | Spice Girls                                    | 1      | 2          | 1996 |
| "Warm Up"                                           | Crispy Duck                                    | -      | -          | 2005 |
| "Who Let the Dogs Out?"                             | Baha Men                                       | 3      | 2          | 2000 |
| "Womanizer"                                         | The Gym All Stars (bản gốc bởi Britney Spears) | 2      | 1          | 2008 |

## Đón nhận

### Đánh giá
Just Dance nhận được đánh giá tiêu cực từ các nhà phê bình; Metacritic cho điểm trò chơi với tổng điểm 49 trên 100 dựa trên 21 đánh giá của nhà phê bình, cho thấy sự tiếp nhận không khả quan.
Ngược lại, GameSpot ca ngợi Just Dance vì có lối chơi đơn giản và nhận xét rằng các điệu nhảy của nó là "vừa vui lại vừa hài hước". Tuy nhiên, cảm biến chuyển động của trò chơi nhận được khá nhiều phàn nàn của người chơi và thi thoảng còn không tính điểm, trò chơi cũng bị chỉ trích vì chất lượng đồ họa kém và thiếu các chế độ chơi khác cũng như những nội dung kèm theo (DLC). GameSpot cho trò chơi điểm 5,5 trên 10, GameSpot cảm thấy rằng Just Dance hấp dẫn hơn khi chơi với nhiều người, khi mà người chơi tự do thử sức với những điệu nhảy ngớ ngẩn, cười với nhau hay hát theo những bản nhạc pop vui nhộn, thay vì chỉ gói gọn vào khái niệm "Chơi đơn"
Nintendo World Report cảm thấy rằng danh sách nhạc của trò chơi khá "vui nhộn". Giao diện người dùng của trò chơi được mô tả là "đa sắc màu" nhưng đã được tối giản, trong khi sự xuất hiện của các vũ công trên màn hình được so sánh với quảng cáo của iPod. Lưu ý rằng các biểu tượng được sử dụng bổ sung để thể hiện các động tác đôi khi trái ngược với các chuỗi vũ đạo cho người chơi thông qua vũ công trên màn hình, "Những biểu tượng đó giúp bạn căn được thời gian để thực hiện những động tác tiếp theo thay vì chỉ nhìn vào vũ công", Just Dance trở nên thú vị và cực kỳ ngớ ngẩn và cũng không kém phần vui nhộn."
IGN.com nhận xét rằng Just Dance là "một trải nghiệm không có chiều sâu và thậm chí khái niệm về các trò chơi cơ bản sẽ bị xé toạc ngay cả khi đó là một trong những game của dòng máy Famiclones", chỉ trích thêm rằng trò chơi cho cơ chế chơi quá đơn giản, phát hiện chuyển động "cẩu thả", thiếu các chế độ chơi khác hay nội dung mở rộng, và không có bài hát cùng tên của Lady Gaga trong trò chơi. IGN kết luận bằng cách kêu gọi độc giả không nên mua, thuê hoặc thậm chí nghĩ về Just Dance, "Chỉ sợ ai đó ở Ubisoft phát hiện ra và họ sẽ chuẩn bị cho Just Dance 2. Như vậy thì sẽ đặt dấu chấm cho sự kết thúc của mọi thứ, nhớ lời tôi đó"

### Tiêu thụ
Trái ngược với những đánh giá tiêu cực, Just Dance là một thành công thương mại lớn của Ubisoft. Trong một thời gian, nó đã trở thành một trò chơi video bán chạy nhất ở Vương quốc Anh và vào tháng 3 năm 2010, Ubisoft đã thông báo rằng Just Dance đã bán được 2 triệu bản trên toàn thế giới. Vào tháng 10 năm 2010, công ty đã thông báo rằng hơn 4,3 triệu bản của trò chơi đã được bán trên toàn thế giới.

## Di sản
Sự thành công của Just Dance đã dẫn đến sự phát triển của phần tiếp theo, Just Dance 2, tập trung vào việc bổ sung các tính năng và cải tiến mới cho trò chơi, như cải tiến hệ thống nhận diện chuyển động, nhiều chế độ trò chơi mới và hỗ trợ cho nội dung tải xuống (DLC). Doanh thu của Just Dance 2 đã vượt qua bản gốc, với hơn 5 triệu bản tính đến tháng 1 năm 2011, đây là tựa game bên thứ ba bán chạy nhất cho Wii. Laurent Detoc, Giám đốc điều hành hoạt động tại Bắc Mỹ của Ubisoft, tuyên bố rằng thành tích này như là "Một bước tiến lớn trong việc xây dựng thương hiệu Just Dance trở thành một hiện tượng văn hóa đại chúng". Poix cảm thấy rằng "có một áp lực nội bộ trong Ubisoft để giữ cho Just Dance "sống sót" và chúng tôi nghĩ rằng chúng tôi có thể làm cho nó trở nên vĩ đại hơn nữa. Nhưng ban đầu không như vậy, bởi khi phiên bản đầu tiên kết thúc, mọi người, ngay cả chúng tôi cũng hoài nghi rằng liệu nó sẽ tồn tại? Sau Just Dance 1, chúng tôi nghĩ sẽ có cái thứ hai, và rồi nó sẽ kết thúc ở đó thôi."
Việc phát hành các phụ kiện điều khiển chuyển động cho các đối thủ của Wii trong thế hệ máy chơi game video thứ bảy - PlayStation Move cho PlayStation 3 và Kinect cho Xbox 360, đã tạo ra sự cạnh tranh với những tựa game cùng thể loại như Dance Central, Dance Masters, Dance Paradise và SingStar Dance.. Trò chơi Dance Dance Revolution ra mắt vào 2010 cũng thêm chế độ kết hợp kiểu nhảy thảm truyền thống với động tác sử dụng Wii Remote và Nunchuck; khi đánh giá, IGN tuyên bố rằng thảm nhảy đã trở nên "lỗi thời" bởi các trò chơi khiêu vũ điều khiển bằng chuyển động.
Just Dance 3 là phiên bản đầu tiên của dòng trò chơi trên PS3 và Xbox 360, và cũng là trò chơi video bán chạy thứ hai trong năm 2011, chỉ đứng sau Call of Duty: Modern Warfare 3. Tony Key, phó chủ tịch bán hàng và tiếp thị của Ubisoft, đã khen ngợi sự thành công của Dance Central vì đã chứng minh được khả năng tồn tại của trò chơi nhịp điệu trên Kinect, nhưng với tư cách là một thương hiệu, Just Dance đã trở thành "một trò chơi vượt trội hơn bất kỳ thương hiệu trò chơi nhịp điệu nào đã từng làm." Tính đến tháng 10 năm 2013, toàn bộ thương hiệu Just Dance đã bán được hơn 40 triệu đơn vị, trở thành thương hiệu lớn thứ hai của Ubisoft sau Assassin Creed.